# شارون لي (كاتبة)
شارون لي (بالإنجليزية: Sharon Lee)‏ (11 سبتمبر 1952، بالتيمور في الولايات المتحدة)؛ كاتِبة وروائية أمريكية.